# Monastero di San Nicola di Casole
Il monastero di San Nicola di Casole è stato un monastero basiliano della città salentina di Otranto. Ha rappresentato nel medioevo uno dei luoghi più importanti del Salento a livello storico, artistico e culturale; distrutto nel 1480, è oggi ridotto in rovine.

## Storia
Secondo una tradizione non comprovata da fonti, il monastero sarebbe stato fondato nel 1098 da Boemondo I d'Antiochia, che lo donò ad un gruppo di basiliani guidati da Giuseppe, primo abate del futuro monastero. La ricognizione archeologica dimostra tuttavia che il sito del monastero fosse già occupato sin dall'VIII o IX secolo. Il complesso monastico, dedicato a San Nicola di Bari, comprendeva edifici-satellite a uso dei monaci, cappelle, stanzette e casupole (càsule in dialetto salentino, da cui deriverebbe la denominazione del cenobio).
Tra XI e XII secolo il monastero divenne il centro culturale più antico e fecondo del Meridione. Venne infatti istituito un fiorente scriptorium, ove venivano copiati preziosi e importanti volumi greci e latini; la biblioteca di san Nicola divenne la più importante e rinomata del Sud Italia. Si ritiene che il mosaicista greco-idruntino Pantaleone, autore del celebre mosaico pavimentale della Cattedrale di Otranto, abbia attinto ai testi della biblioteca per studiarne l'apparato iconografico e simbolico. Nello stesso periodo, il monastero ospitò un circolo di poeti di lingua greca, guidato dall'abate Nicola di Otranto (il cui nome abbaziale era Nettario), a cui appartennero, oltre allo stesso Nettario, Giorgio di Gallipoli e Giovanni Grasso. Il complesso monastico comprendeva poi degli alloggi per gli studenti ospiti e una scuola di pittura e miniatura.
Durante la Guerra di Otranto del 1480, il monastero fu occupato dai Turchi di Ahmet Pascià, i quali, sfruttando la sua posizione strategica, ne fecero un avamposto di osservazione. Contrariamente a ciò che dice la tradizione, gli invasori non distrussero l'abbazia, ma ne causarono l'abbandono e l'inizio di un lento declino che ebbe come prima conseguenza la rapida dispersione della biblioteca. Il monastero continuò a ospitare piccole comunità di rito latino fino al XVII secolo, senza mai riguadagnare l'antico splendore; in seguito fu inglobato in una masseria e mantenne tale uso fino al XX secolo, quando venne definitivamente abbandonato. Oggi non ne rimangono che rovine.
Dell'antica biblioteca rimangono alcuni manoscritti che, al tempo dell'occupazione turca, erano stati prelevati dall'umanista-grecista salentino Sergio Stiso e dal Cardinale Giovanni Bessarione. A questo gruppo appartiene il cosiddetto Typikon Casulano, un compendio di regole monastiche in uso presso il cenobio idruntino, oggi conservato presso la Biblioteca Nazionale di Torino. Altri manoscritti e frammenti pergamenacei provenienti da Casole sono stati recentemente localizzati a Roma, Venezia e Bari.

## Descrizione
Le rovine di San Nicola i Casole si trovano nell'area di una masseria in località Palascìa, circa 3 km a sud di Otranto, lungo la strada litoranea in direzione di Santa Cesarea Terme.
Rimane leggibile la pianta rettangolare della chiesa abbaziale, con parti delle mura perimetrali e l'abside semicircolare quasi intatto. Nelle angolature si possono ancora ravvisare costoloni tipici dello stile gotico. Rimane un brano di affresco raffigurante un personaggio barbuto in atteggiamento orante.

## Nella cultura di massa
Nel romanzo Il nome della Rosa di Umberto Eco, il monaco-miniatore Adelmo da Otranto proviene da San Nicola di Casole.